# Dae Geonhwang
Dae Geonhwang (hangeul : 대건황 ; hanja : 大虔晃) (mort en 871) est le douzième roi du royaume de Balhae en Corée. Il a régné de 857 à sa mort.